# Лонги, Барбара
Барбара Лонги (итал. Barbara Longhi; 21 сентября 1552 — 23 декабря 1638) — итальянский живописец эпохи Позднего Возрождения, дочь Луки Лонги.
При жизни прославилась как портретист, но в наши дни бо́льшая часть написанных ею портретов утрачена или находится в ряду произведений искусства с неустановленным авторством. Её работы, в частности, многочисленные изображения Мадонны с младенцем, снискали ей славу художника.

## Жизнь и творчество
Барбара Лонги родилась 21 сентября 1552 года на севере Италии, в городе Равенна, где и провела всю жизнь. Её отцом был известный художник-маньерист Лука Лонги (1507—1580). Старший брат Франческо (1544—1618) также занимался живописью. Брат и сестра научились искусству у отца и работали в его мастерской; Барбара помогала выполнять объёмные заказы по росписи церковных алтарей. Кроме того, она позировала, а также знала, как предлагать написанные картины меценатам. Хотя её обучение было завершено к 1570 году, связь с семьёй и мастерской отца не прерывалась. Сохранилось очень мало сведений о её личной жизни, неизвестно даже, была ли она замужем.
Барбара пользовалась признанием как портретист, но сейчас известен лишь один портрет её кисти — «Монах-камальдолиец» — это единственная из картин с установленным авторством Б. Лонги, изображающая взрослого мужчину, и один из немногих холстов художницы с указанием на год его создания (хотя последняя цифра неразборчива: 1570 или 1573).
Лука Лонги запечатлел дочь в образе Святой Варвары на картине «Дева Мария с младенцем и святыми на троне» (1570). Предполагают также, что Барбара позировала для полотна отца «Свадьба в Кане Галилейской». Её «Святая Екатерина Александрийская» (см. иллюстрацию выше) обычно рассматривается как автопортрет и имеет большое сходство с изображениями на двух вышеупомянутых картинах отца, для которых она послужила моделью. Упоминая о том, что Б. Лонги изобразила себя в образе аристократически образованной Екатерины Александрийской, И. Грациани (итал. Irene Graziani) пишет:
«выставляя себя в качестве модели для изображения добродетельной, утончённой и высокообразованной женщины, Барбара вновь обращается к темам, которые за несколько лет до этого в Болонье развила Лавиния [Фонтана], чьи работы относят к стилю позднего маньеризма». Предполагается, что Лонги нарисовала себя в смиренном образе праведницы, дабы не позволить себе впасть в грех тщеславия.
Картина, изначально предназначавшаяся для монастыря Святого Аполлинария, в 1829 году была приобретена Художественным музеем города Равенны, и в 1980 году отреставрирована. Существуют и другие изображения Святой Екатерины Александрийской, выполненные художницей.
Бо́льшая часть картин Б. Лонги не подписана, но на одной из них она проставила буквы B.L.F. (Barbara Longhi fecit — рус. «сделано Барбарой Лонги»), а на другой — B.L.P. (Barbara Longhi pinxit — рус. «написано Барбарой Лонги»). Поскольку почти все её работы не имели подписи, неизвестно, сколько всего полотен она создала и какое количество их сохранилось. Лишь около пятнадцати картин с уверенностью приписываются её кисти, на двенадцати из них изображена Мадонна с младенцем; подобные произведения были очень популярны в связи с католическим движением против Реформации. Полагают, что некоторые из работ Барбары могли быть ошибочно отнесены к творческому наследию её отца.
Среди картин Б. Лонги, посвящённых иной теме, нежели изображение Мадонны, — «Юдифь с головой Олоферна» (около 1570—1575). Этот же библейский сюжет использовали в своих произведениях и другие итальянские художницы, включая Феде Галицию, Элизабетту Сирани и Артемизию Джентилески. Картина Б. Лонги коренным образом отличается от двух живописных версий А. Джентилески на ту же тему: здесь не изображается кровавое действо — вместо этого, Юдифь Б. Лонги, кажется, просит прощения у Всевышнего, возведя очи к небесам. Это отвечает идеологии Контрреформации: готовность к покаянию, вера в отпущение грехов для кающихся.
Простота композиции и приглушённая палитра цвета также соответствуют требованиям сторонников традиционной католической церкви. В отличие от грандиозных алтарных полотен её отца, относительно небольшие работы Барбары показательны своей подчёркнутой задумчивой сосредоточенностью на библейских сюжетах. Она стремится вызвать сочувствие у зрителей, и, вопреки тенденции создания гигантских полотен с библейскими сценами, пишет безмятежные картины, показывающие Богоматерь и младенца.
Существенное влияние на творчество Барбары Лонги оказали такие художники, как Рафаэль, Корреджо, Франческо Пармиджанино, Маркантонио Раймонди и Агостино Венециано. Возможно, её также вдохновила международная слава знаменитой итальянской художницы Софонисбы Ангиссолы. Однако Барбара смогла выработать собственный уникальный стиль. Так, она тщательно выписывает детали изображения, например, шею и руки Мадонны, использует «тёплую и нежную палитру». Она «следует традиционной композиции, привнося в неё интенсивность ощущений и обновлённое цветовое решение».
Художница умерла в Равенне 23 декабря 1638 года, в возрасте 86 лет.

## Признание
Барбара Лонги — одна из немногих художниц, упомянутых во втором издании легендарного труда Джорджо Вазари «Жизнеописания наиболее знаменитых живописцев, ваятелей и зодчих» (1568). Вазари пишет, что Б. Лонги «превосходно рисует, и она начала окрашивать некоторые вещи с безукоризненным изяществом и хорошей манерой исполнения».
Однако Жермен Грир в своей книге «Гонки с препятствиями: судьба и работы женщин-живописцев» (англ. The Obstacle Race: The Fortunes of Women Painters and Their Work) утверждает: «такой „беспорядочный“ выбор художниц, в том числе, Лонги, вряд ли предполагает „серьёзную критику их достижений“». Далее она приводит собственные оценки: 
Достижения Барбары были существенными, все её небольшие картины отличались чистотой линий и мягким блеском цвета
Для Барбары Лонги характерен чрезвычайно традиционный подход к написанию картин, но она привносит в него простоту и силу ощущений, совершенно не свойственную ни её отцу-маньеристу, ни дилетанту брату.
В 1575 году, на лекции в Болонье, Муцио Манфреди так высказался о таланте Б. Лонги:
Вам надлежит знать, что сегодня в Равенне живёт восемнадцатилетняя девушка, дочь выдающегося живописца, маэстро Луки Лонги. Её мастерство настолько изумительно, что даже собственный отец начинает восторгаться им, в особенности, портретами: стоит ей едва взглянуть на человека — и она уже может написать его портрет, причём, с гораздо бо́льшим успехом, нежели кто-то иной, рисующий позирующего натурщика.
Несмотря на известность в Равенне, при жизни художницы её слава, в основном, ограничивалась пределами родного города. Её живопись проливает некоторый свет на то, каким образом католическое движение Контрреформации сказывалось на творчестве итальянских художников.
Художественный музей города Равенны располагает семью работами Барбары Лонги, наряду с одиннадцатью полотнами её отца и тремя картинами её брата Франческо.

Её живопись представлена в собраниях Лувра (Париж), Пинакотеки Брера (Милан), Национальной пинакотеки Болоньи, Музея библиотеки Бассано-дель-Граппа, Художественного музея Уолтерса (Балтимор, Мэриленд), Художественного музея Индианаполиса, а также в храме Пресвятой Богородицы в Равенне.